# Nghambi
Nghambi è una circoscrizione rurale (rural ward) della Tanzania situata nel distretto di Mpwapwa, regione di Dodoma. Conta una popolazione di 8 377 abitanti (censimento 2012).